# Ще-2
Ще-2 (Щука) — военно-транспортный самолёт, созданный КБ-482 под руководством А. Я. Щербакова.

## История
В начале 1940-х годов была поставлена задача — создать самолёт многоцелевого назначения, способный транспортировать относительно крупные грузы и работать с полевых площадок. Самолёт должен был быть простым в пилотировании, дешёвым в производстве и при эксплуатации.
Осенью 1941 года созданием такого самолёта — ТС-1 (транспортный самолёт-первый) — занялось КБ завода № 482, возглавляемое Щербаковым. Работа над планером проходила очень быстро. В 1942 году он был доставлен{куда?}. Поскольку он соответствовал требованиям для этого типа самолётов, в 1943 году началось серийное производство (которое продолжалось до 1946 года.)
Было решено использовать предельно простую конструкцию и уже отработанные на серийных самолётах готовые агрегаты и узлы. Поэтому силовая установка новой машины полностью объединяла в себе винтомоторные группы двух У-2 с двигателями М-11Д, размещённые на высокорасположенном подкосном крыле трапециевидной формы. Амортизационные стойки были взяты от Ла-5, а костыльное колесо — от Ил-2. Кабину лётчиков закрыли фонарём, подкосы крыла, шасси и колеса снабдили обтекателями.
Самолёт практически целиком изготавливался из дерева и полотна. Размеры фюзеляжа и грузового люка позволяли использовать самолёт для транспортировки грузов размером до 1,43 м по ширине, до 1,64 м по высоте и длиной до 6,5 м.
В левом борту фюзеляжа был грузовой люк с дверью для пассажиров. ТС-1 мог перевозить 14 пассажиров на откидных сиденьях или 9 раненых на стандартных армейских носилках, осуществлять выброску парашютного десанта и грузов. Самолёт легко переоборудовался из десантно-транспортного в санитарный и наоборот.
Для посадки на малые площадки была применена мощная механизация в виде щелевых закрылков, которые могли отклоняться на 36°. Тем самым была уменьшена посадочная скорость, что позволило сократить длину пробега до 160 м. При посадочной скорости всего 70 км/час он мог приземляться на очень маленьких прифронтовых и партизанских аэродромах. Экипаж состоял из двух человек: лётчика и штурмана или бортмеханика.
В октябре 1943 года самолёт был запущен в производство на заводе № 47 (теперь это ФГУП ПО «Стрела») в городе Чкалове (Оренбурге) под названием Ще-2. Было выпущено 567 машин.
| Производитель | 1944 | 1945 | 1946 | Всего |
| ------------- | ---- | ---- | ---- | ----- |
| № 47 (Чкалов) | 222  | 285  | 60   | 567   |

Особенностью Ще-2 была высокая экономичность. Несмотря на маломощные двигатели самолёт мог взять 900 кг полезной нагрузки. Это потребовало использования крыла с низкой нагрузкой на опорную поверхность и сделало этот самолёт моторным планером.
Через большую дверь в левом борту в самолёт можно было загружать боевую технику, запасные части и двигатели всех типов советских самолётов, бочки с топливом, что позволяло оперативно обеспечивать ремонт боевых самолётов непосредственно на аэродромах.

### Стоимость
Самолёт Ще-2 (2М-11Д) производства завода № 47, без моторов, отпускался по цене за одно изделие 180 тысяч рублей (цены за второй квартал 1945 года).

## Характеристики

Основные размеры самолёта

Самолёт Ще-2 — деревянной конструкции. Шасси неубирающиеся.
Источник данных: 

Технические характеристики
- Экипаж: 2 чел.
- Длина: 14,27 м
- Размах крыла: 20,48 м
- Высота: 3,80 м
- Площадь крыла: 63,90 м²
- Масса пустого: 2270 кг
- Нормальная взлётная масса: 3400 кг
- Максимальная взлётная масса: 3600 кг
- Масса топлива во внутренних баках: 370 кг
- Силовая установка: 2 × ПД М-11Д
- Мощность двигателей: 2 × 115 л. с.

Лётные характеристики
- Максимальная скорость: 160 км/ч
- Крейсерская скорость: 140 км/ч
- Практическая дальность: 850 км
- Перегоночная дальность: 2160 км
- Практический потолок: 2400 м
- Скороподъёмность: 72 м/мин
- Длина разбега: 275 м
- Длина пробега: 160 м
- Полезная нагрузка: до 16 человек или 9 десантников или 9 носилок или 1130 кг груза (максимально — 1330 кг)

## Интересные факты
- Из-за вынужденной установки двигателей М-11 самолёт отличался очень длинным разбегом, вялым разгоном, низкой скороподъёмностью. Для сравнения тяговооружённость была в 3 раза ниже, чем у сменившего его Ан-2. Поэтому, вкупе с относительной редкостью аппарата, среди военных была популярна шутка-загадка: «Нос Ли-2, хвост Пе-2, моторы У-2 летит едва…»
- Несколько Ще-2 состояли на вооружении созданных ВВС Югославии и сыграли определённую роль в становлении Армии Людовой Польши.
- Гражданский вариант военно-транспортного самолёта Ще-2 с двумя двигателями М-11Д широко применялся на местных авиалиниях СССР вплоть до поступления в эксплуатацию Ан-2.